# Хардангервидда (национальный парк)
Хардангервидда (норв. Hardangervidda nasjonalpark) — крупнейший норвежский национальный парк, покрывающий территории площадью 3 422 км² в пределах фюльке Бускеруд, Хордаланн и Телемарк. Географически расположен на горном плато Хардангервидда. Статус национального парка получил в 1981 году и с тех пор успел стать популярным туристическим маршрутом. Норвежская ассоциация горного туризма поддерживает всеобъемлющую сеть троп и хижин. Через территорию парка проходит железнодорожная линия Бергенсбанен и седьмая автострада.
Обитающая на территории парка популяция диких оленей является одной из крупнейших в мире. В результате археологических раскопок были найдены несколько сотен кочевых поселений каменного века, скорее всего, связанных с миграцией оленьих стад. Археологами также была обнаружена древняя тропа, пересекающая плато и служившая связующим путём между западной и восточной Норвегией.

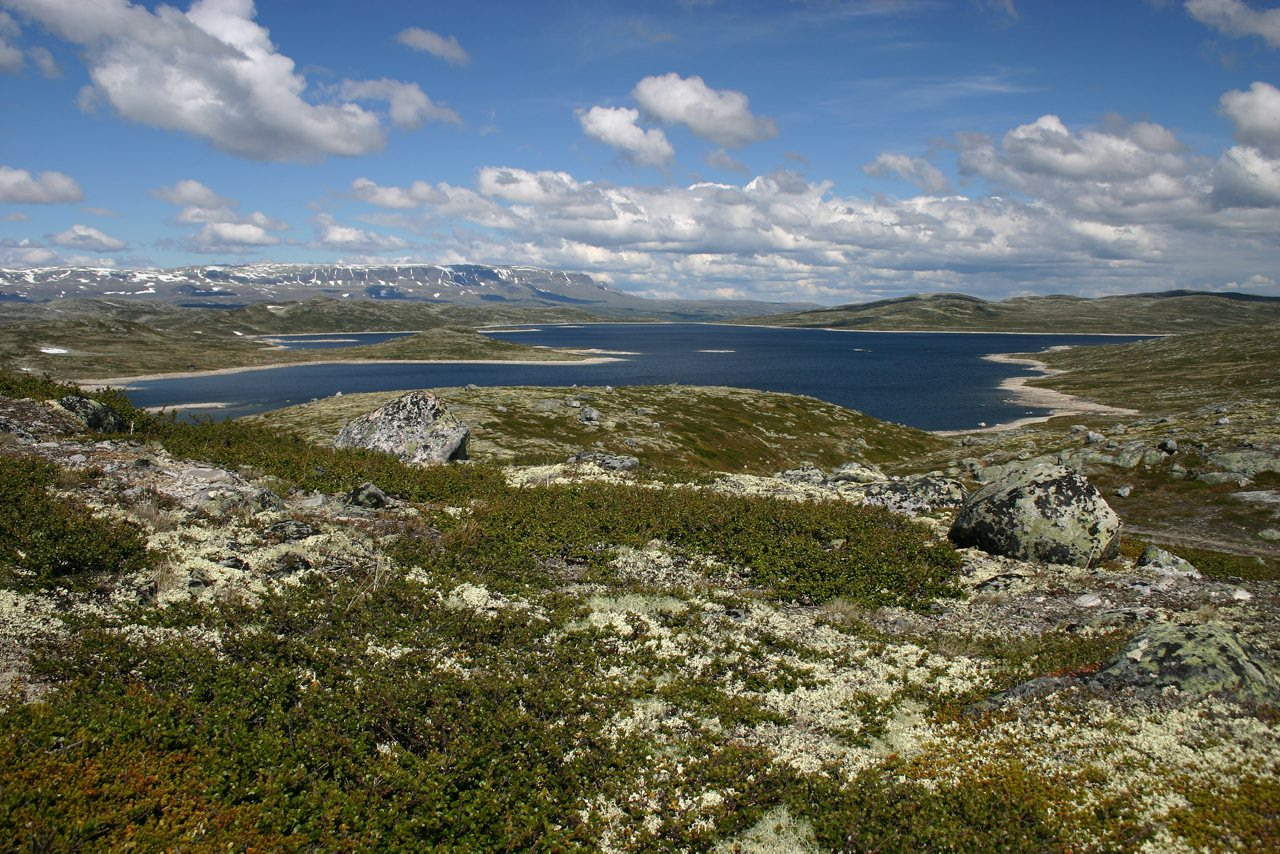
Ландшафт парка Хардангервидда

Название Hardangervidda складывается из традиционного наименования северного норвежского района Hardanger и окончания vidde, обозначающего «широкую равнину» или «большое горное плато».